# Beharóc
Beharóc (szlovákul: Beharovce németül: Beharowitz) község Szlovákiában, az Eperjesi kerület Lőcsei járásában.

## Fekvése
Szepesváraljától 4 km-re keletre található.

## Története
A régészeti leletek szerint a község területén már az őskorban is éltek emberek.
Beharócot 1338-ban „Beherowch” alakban említik először, a Szepesi vár uradalmához tartozott. 1452-ben „Beherocz” néven szerepel írott forrásban. Lakói a szepesi várhoz tartozó szolgálónépek voltak, akik főként mezőgazdasággal foglalkoztak. 1787-ben Csáky György birtoka, ekkor 23 ház és 168 lakos volt a településen.
A 18. század végén Vályi András így ír róla: „BEHARÓCZ. Tót falu Szepes Vármegyében, földes Ura Gróf Csáky Uraság, lakosai katolikusok, fekszik Zsegre falunak szomszédságában, mellynek filiája, mivel e’ helységnek minden javai vannak, ’s jó termésbéli tulajdonságain kivűl eladásra is jó alkalmatossága lévén, első Osztálybéli.”
1828-ban 26 házában 191 lakos élt.
Fényes Elek 1851-ben kiadott geográfiai szótárában így ír a faluról: „Beharócz, tót falu, Szepes vármegyében, Zsegra fiókja: 191 katholikus lak. F. u. gr. Csáky. Ut. p. Lőcse.”
A trianoni diktátum előtt Szepes vármegye Szepesváraljai járásához tartozott.

## Népessége
| Év:            | 1994. | 2004.    | 2014.    | 2024.    |
| -------------- | ----- | -------- | -------- | -------- |
| Emberek száma: | 166   | 184      | 163      | 181      |
| Eltérés:       |       | +10,84 % | -11,41 % | +11,04 % |

| Év:            | 2023. | 2024.   |
| -------------- | ----- | ------- |
| Emberek száma: | 186   | 181     |
| Eltérés:       |       | -2,68 % |

1910-ben 208, túlnyomórészt szlovák lakosa volt.
2001-ben 171 szlovák lakosa volt.
2011-ben 178 lakosából 172 szlovák.

## Nevezetességei
- Mihály arkangyal tiszteletére szentelt temetőkápolnája 1823-ban épült.